# Willy Wijnants
Willy Wijnants (1951) is een Belgisch bedrijfsleider in de sector van de media. Hij werkte tijdens zijn volledige carrière voor de Vlaamse Radio- en Televisieomroeporganisatie (VRT). In januari 2014 volgde hij ad interim Sandra De Preter op als gedelegeerd bestuurder van de VRT.

## Studies en carrière
Wijnants studeerde handelswetenschappen en financiële wetenschappen aan de VLEKHO en handelsingenieur aan de EHSAL.
In 1973 begon hij zijn carrière bij de openbare omroep als kostaccountant. Van 1977 tot 1989 stond Wijnants aan het hoofd van de dienst boekhouding en van 1989 tot 1996 leidde hij de dienst beleidsinformatie. Tussen 1996 en 2004 was hij financieel directeur. Vanaf 2004 maakte hij ook deel uit van het directiecomité.
In 2010 werd Wijnants directeur algemene diensten. Hij bekleedde die functie tot hij in september 2013 met pensioen ging. In januari 2014 keerde hij terug naar de VRT, als gedelegeerd bestuurder, ter vervanging van de zieke Sandra De Preter.